# نادوگانگی (آدویتا)
عدم دوگانگی یا عدم ثنویت، (در انگلیسی Nonduality یا Nondualism)، نادوگانگی یا به عبارتی دوتا نبودن و یکی بودن و همبستگی و یا آگاهی‌ی نادوگانه که به عنوان برابر اصطلاح ادویته در سانسکریت به کار می‌رود به وضعیتی بلوغ یافته از هشیاری اشاره دارد که بی‌مرکز است و در آن دیگر اثری از دوگانه‌ی من‌دیگری وجود ندارد. هرچند گفته می‌شود که این وضعیت در هشیاری خود به خود پدیدار می‌گردد، ولی معمولاً دست‌یابی به آن مستلزم زهدگرایی و مراقبه‌های فراوان دانسته می‌شود. این اصطلاح از آدویته ودانته نشات گرفته‌است و با وحدت وجود در اسلام، فنا در تصوف، هنوسیس در مسیحیت و فلسفه نوافلاطونی و هم‌چنین مونیسم شباهت دارد. ردّ تفکر دوگانه (وجود مجزای چیزها مثلا نور و تاریکی)، تفاوت نداشتن و یکی بودن اوبژه و سوبژه، یا به طور ساده یکتاگرایی.

## واژه‌شناسی
در زبان‌های غربی و انگلیسی اصطلاح "Nondualism" یا "Nonduality" به معنی عدم ثنویت به عنوان معادل آدویتا در زبان سانسکریت به کار می‌رود. نخستین بار در ترجمه انگلیسی کتاب مقدس هندی‌ها اوپانیشاد بود که این اصطلاح به کار رفت. 